# Kvinnliga IK Sport
Kvinnliga IK Sport är en sportklubb i Göteborg i Sverige som enbart bedriver damverksamhet. Sedan slutet av 1970-talet har dock män rätt att sitta med i styrelsearbeten. Klubben bedriver numera enbart handboll, där man mellan 1949 och 1973 vann 14 SM-guld inomhus och 14 SM-guld utomhus. Tidigare har man även bedrivit bland annat cykelsport, gymnastik, friidrott, hastighetsåkning på skridskor och orientering.

## Historia
Klubben bildade i slutet av 1927 då damsektionen i CK Frigg, bildad 7 februari 1926, bröt sig loss. Under ett möte den 10 januari 1928 antogs namnet Kvinnliga IK Sport och dräkterna blev svart/vita, och i början av 1940-talet bestämdes att dräkten skulle vara helgrön.
Klubben har haft deltagare för Sverige i olympiska sommarspelen, i Amsterdam 1928 tog Ruth Svedberg brons i diskus och i London 1948 tog Ann-Britt Leyman brons i längdhopp. Mona-Lisa Englund var också en framgångsrik friidrottare, med många svenska mästerskapstitlar i trekamp, femkamp och 80 meter häck. Siv Johnsson, som även var ordförande i klubben under 1960-talet, blev svensk orienteringsmästarinna 1955. Klubben har vunnit omkring 80 svenska mästerskap för seniorer (1927–2006).
Ruth Svedberg blev klubbens första tränare och spelade även i handbollslaget från början av 1930-talet till början av 1940-talet. 
Män har dock varit verksamma som tränare, 1945 blev Rustan Pettersson tränare för handbollslaget. Säsongen 1965/1966 valdes han till "Årets lagledare". Under hans ledning vann handbollslaget 28 svenska mästerskap, inomhus och utomhus mellan 1949 och 1973.
Klubben har även ungdomsverksamhet, och 1999 var man som enda lag i Göteborg i finalspel i svenska juniormästerskapet. I Flickallsvenskan låg man 2006 på andra plats i maratontabellen.

## Meriter
- Svenska mästare inomhus 14 gånger: 1951, 1952, 1953, 1954, 1955, 1957, 1958, 1959, 1960, 1961, 1964, 1969, 1971 och 1972
- Svenska mästare utomhus 14 gånger: 1949, 1950, 1951, 1952, 1954, 1957, 1960, 1964, 1965, 1968, 1969, 1970, 1972 och 1973

### Fotnoter
1. ↑  ”En kort historia om en 86-åring”. Kvinnliga IK Sport. http://www.kviksport.se/about.asp?teamid=14838. Läst 19 februari 2015.
2. ↑  ”SM-slutspel damer”. Svenska Handbollförbundet. http://www.svenskhandboll.se/ImageVaultFiles/id_2959/cf_31/Elit_Damer_Div_slutspelsstatistik.PDF. Läst 19 februari 2015.